# お憑かれさん
『お憑かれさん』（おつかれさん）は、島田英次郎による日本の漫画作品。2010年11月で連載終了。翌12月より「新・お憑かれさん」が連載。新・お憑かれさんは単行本化されていない。

## 概要
『マガジンSPECIAL』（講談社）誌上にて2003年9号より連載開始。
平和な片田舎・山吹村の、不思議で愉快な住人達がおりなす、ギャグ漫画。

## 主な登場人物

### 山吹神社
阿部晴明（あべ はるあき）
22歳。本作の主人公。降霊術の得意な茶帯の霊能力者。山吹神社の神主を務める。代々木霊能力者専門学校卒業。黒帯を目指し、イタコ検定を受検中。
基本的に真面目なお人好しだが、考えすぎで極端な行動に走る事も少なくない。子供には親切だが、なぜかトラウマになりそうな手品を見せたがる。好きな食べ物は最後に食べる主義。好物はハンバーグとギョーザ、嫌いな食べ物は温野菜。
語学力が低く、外国人が苦手。家族構成は、父親、母親、阿部の３人家族であることが、最終回で明らかになった。なお父親はチベットの修行僧、母親はヴァチカンの修道女である。
姉弟の様に仲の良い唯（ユイ）という幼馴染がいたが、死別している。
上原茜（うえはら あかね）
6月29日生まれの19歳。山吹神社の巫女。霊能力は阿部に匹敵すると言われており、悪霊祓いを専門とする。守銭奴で、小さな子供からも容赦なく金を巻き上げようとする。毒舌家でもある。
阿部に密かに恋しているが、神社の金を横領してもいる。高校時代は弓道部に所属していたが2010年4月号では「水泳部だった」ことになっている。写真に写る際、つい目を半開きにしてしまう。

### ヘーシング関係者
アーニャ・ヘーシング
17歳。古より怪物退治を生業としていたヘーシング家の末裔。ドラキュラ伯爵を退治するために来日した。日本ではホテルに滞在している。
「ドラキュラを倒すまでは、女である事を捨てている」と宣言しており、「お嬢様」と呼ばれる事を嫌う。何のてらいもなく「ウンコ」と発言する。カナヅチ。
西洋のモンスターに対しては無敵だが、日本のオバケは悲鳴をあげるほど苦手。
「日本の男性は腹巻姿で寝るもの」と思い込んでおり、自身も寝る時はその姿に着替えていたが、いつの間にか普通のパジャマで寝るようになっていた。
ヘビじい
400歳。代々ヘーシング家に仕えてきた喋るヘビ。
アーニャのお守り役として一緒に来日した。カール55号とは犬猿の仲。Hな本は買うのではなく拾って読む派。好物は生卵。また、文字通りのうわばみ。
ヒース・ハミルトン
16歳。ヘーシング家と並ぶ怪物退治の名門であり、世界中に数多くの系列会社を持つハミルトン家の跡取り息子。
幼馴染のアーニャに惚れており、彼女を追って来日した。彼女からは子供扱いされており、恋愛対象としては見られていない。
公式サイトによると、発明が得意らしい。
カール55号（カール55ごう）
代々ハミルトン家に仕えるハミルトン社製のカエル型ロボ。お腹のポケットから様々な道具を取り出す。
ヘビじいとは仲が悪い。

### 怪物
ドラキュラ伯爵（ドラキュラはくしゃく）
推定222歳。怪物界のプリンス。恐ろしい怪物だという言い伝えとは裏腹に、人を殺した事も生き血を吸った事も無い。人間達と一緒に暮らしたいという願望を持っており、山吹村でひっそりと暮らしていた。頻繁に財布を落とす為、居酒屋でアルバイトをしている。嫌いなものはニンニク。
日光を浴びると死ぬといいつつ昼間に廃品回収をしていたり、日本生まれの日本育ちといいつつ別の回ではヨーロッパ南東部生まれと言ったり、人を襲わないはずなのになぜか会社の女子寮に出現したりと設定には謎が多い。
後に超強力日焼け止めクリームを使う事で昼間でも出歩ける様になった。連載初期では英語をまったく話せなかったが、後に克服したのかブロンソンに英語で話しかけていた。
ふとした誤解で村の自警団のリーダーにされてしまい、人間達からは「団長」と呼ばれるようになる。その正体を知らないアーニャに恋されているが、彼自身は上原茜に恋している。
コウモリくん
推定年齢10歳。ドラキュラ伯爵に仕える使い魔。普段は人間の少女の姿に化けているが、本来の姿は白い（３巻表紙では茶色の）コウモリで、寝る時は自動的にその姿に戻ってしまう。泳ぎは得意だが走るのは遅い。
主人であるドラキュラと結婚する気でいる。火曜サスペンス劇場を見るのが好き。クリスマスケーキを一つ丸ごと食べるのが夢。
表向きはドラキュラの妹という事になっており、人間達からは「団長の妹さん」と呼ばれている。アーニャに勉強を教わっており、飲み込みは早いようだ。
C・ブロンソン（チャーリー-）
人間年齢でいうと18～19歳。ドラキュラや貞子の様なメジャーな怪物を目指す夢魔。他人に悪夢を見せる能力を持つが、ピントのズレた夢ばかり見せるため、あまり役には立たない。
血を見るのが苦手で、人間の不良の事さえも恐れる臆病者。故にモンスターの天敵たるヘーシングの人間であるアーニャを見ると悲鳴をあげて逃げ出していたが、なぜか一緒に海水浴に行ったりもしていた。
値段が安ければ他の事は一切気にしないという性格で、様々なアルバイトに明け暮れている。「チャーハンは好きだが焼き飯は苦手」とは本人の弁。
B・ジョンソン
人間年齢でいうと18～19歳。ブロンソンの相棒で、彼と共に廃屋で暮らしている。
その素顔を見た者を一時間だけ石に変えてしまうという能力があるため、普段は仮面で顔を隠している。
生真面目な性格でブロンソンの様な野心は特に無い。彼を「センパイ」と呼んでいるが、ヘタレな上に嫌がらせばかりする彼を見下している。しかし自身も同じく小心者である。
チャパティ
人間年齢でいうと15～16歳。魔法の壷を開けると現れる女魔人。
壷を開けた者を「ご主人」と呼び、その者の願いを何でも一つだけ叶える…と言ってはいるが、悪戯好きな性格故にまともに叶えようとしない。
死んだ魚を生き返らせるなど高い魔力を持ってはいるが、壷が魔力の源であるため、失うと魔法を使えなくなる。何のてらいもなく「チンコ」と発言する。
マンドラゴラ
アーニャ達によって日本で発見された魔法植物。ヒース曰く叫び声は「微妙」、顔は「オッサン」。ヘビじい曰く外見は「たくあん」。喋り方は所謂インチキ外人口調。
非常に臭い惚れ薬になる葉、食べた者を巨大化させる実「デカベリー」とミクロ化させる「プチベリー」、刺した相手の記憶を一部消去する棘「イレイザーヘッド」など様々な効能を持つが、性格が悪くアーニャやヒースを散々振り回した。遂にはヒースの怒りを買い、摩り下ろされそうになっている所で出番は終わっており、その後どうなったのか不明。
運命微調整員1687号（うんめいびちょうせいいん1687ごう）
人々の運命を微調整すべく、天上界から使わされた使者。人魂を纏った頭蓋骨といった風貌。
人の運命を変える「運命の日記帳（ディスティニーダイアリー）」を与えられていたが、地上に落として上ノ森扉に拾われ、所有権を奪われてしまう。扉から「ツナヨシ」というあだ名を付けられている（徳川綱吉が生類憐れみの令を出した年が1687年だということにちなんでらしい）。火が消えてしまうため、水には入れない。単行本5巻には未登場だが、なぜか表紙に絵だけは描かれている。
式神三人衆（しきがみさんにんしゅう）
週刊「陰陽師」創刊号の付録。口調は京都弁。主人の命令には忠実。
何にでも変身できる能力があるが、厚さまでは体現できないため、変身してもペラペラの状態。現在は携帯電話を持たない阿部と上原の通信手段として利用されている。
守護霊 猫（しゅごれい ねこま）
藤村環の守護霊（守護猫）。　環曰く声は「ラジオ体操第１似」。口調は名古屋弁。物を招き寄せる能力を持つ。性格はどエロ。

### 山吹村の人々
上原綾（うえはら あや）
18歳。茜の妹。
阿部の紹介で行った代々木霊能力者専門学校で講師のユーリー岡島に才能を見込まれ、サイコメトリー能力に目覚める。スリルを求める性格で、姉と違って守銭奴ではない。
横須賀司郎（よこすか しろう）
28歳。横須賀探偵事務所・所長。私立探偵だが推理力は低く、仕事は暇である。
趣味はサスペンスドラマを見る事。
春日千歳（かすが ちとせ）
17歳。横須賀探偵事務所でアルバイト助手を務める女子高生。レンタルビデオ屋でケース裏のあらすじを読む事が趣味。映画は見ない。身長は163cm、3サイズは上から82・57・83。
常に無表情で一見クールだが異常に性格が悪く、横須賀の金で勝手に買い物をしたり、隣人宛に届いた牛肉を勝手に食べてその罪を横須賀一人に擦り付けたりと、常軌を逸した行動で彼をひたすら苦しめる。
楠木巌（くすのき いわお）
41歳（単行本のキャラ紹介では40歳となっている）。ラーメン屋の二階の六畳二間に娘の都と二人で暮らしていたが、貧乏暮らしから脱出すべく娘を霊能アイドルにしようと目論み、山吹神社に押し付ける。
娘を利用して一山当てようと企む山師的性格。寺と神社の区別が付いていない。口臭が酷い。
楠木都（くすのき みやこ）
15歳。父の巌によって上原茜に弟子入りさせられた女子中学生。長い間家事を一人でこなしていた為、年齢の割に所帯じみた性格となっている。
元々霊感はまったく無く、怖いものを恐れる性格だったが、亡き母に会いたいと真剣に修行を行うようになった。しかしいつの間にか神社からいなくなっていた。
上ノ森扉（うえのもり とびら）
15歳。中学3年生。小さい頃によく遊んでくれた阿部を慕っている。
ツナヨシが落とした運命の日記帳を偶然拾い、その所有者となった。正義感が強いため、日記帳を使って人々の運命を微調整するが、思い込みの激しい性格故に暴走する事も多い。
藤村環（ふじむら　たまき）
15歳。中学3年生。上ノ森扉の幼なじみ。
扉に恋心を抱いており告白しようとするも、間が悪かったり守護霊の猫（ねこま）に振り回されたりで未だに実現せず。
湯川泉（ゆのかわ いずみ）
元々は週刊少年マガジンに掲載された読み切り「お憑かれさん外伝 告白りさん」の主人公で、後に本編にスピンオフを果たす。
学校の先輩である登別温に恋していたが、内気な性格故になかなか言い出せずにいた。念願叶って交際を始めるが、デートの度に良くない事が起こるため、何かの呪いではないかと疑うようになる。天然ボケが酷い。
登別温（のぼりべつ あつし）
やはり「告白りさん」から本編へとスピンオフしたキャラクター。性格はせこいが、湯川よりは常識人。町のパンチラスポットを熟知している。
李断ヤオ（リータンヤオ）
通称「料理人李さん（コックリーさん）」。
さすらいの料理人。もともとは週刊少年マガジンで不定期掲載の「チョイとだけ劇場」に登場したキャラ。
どんな料理の材料も調理法も一口食べただけで見破ることができる鬼の舌を持つ。
上原茜に一目惚れし、強引に求婚するもテイスティング勝負で阿部に敗れ、さすらいの旅に出た。ただし「さすらいの料理人」を自称するも、東山吹村－山吹村間の定期券を所持しており、山吹村周辺をウロウロしている模様。

## 単行本
講談社より全8巻。新・お憑かれさんは単行本未収録。
1. 2006年12月15日 初版 ISBN 4063637727
2. 2007年3月16日 初版 ISBN 9784063638110
3. 2007年8月17日 初版 ISBN 9784063639315
4. 2007年12月17日 初版 ISBN 9784063638721
5. 2008年7月17日 初版 ISBN 9784063840162
6. 2009年5月15日 初版 ISBN 9784063841268
7. 2010年3月17日 初版 ISBN 9784063842708
8. 2011年1月17日 初版 ISBN 9784063844306